# Ron Asheton
Pour les articles homonymes, voir Asheton.
 (septembre 2019).
Si vous disposez d'ouvrages ou d'articles de référence ou si vous connaissez des sites web de qualité traitant du thème abordé ici, merci de compléter l'article en donnant les références utiles à sa vérifiabilité et en les liant à la section « Notes et références ».
Ronald "Ron" Asheton est un guitariste, bassiste, et compositeur américain, né le 17 juillet 1948 et retrouvé mort le 6 janvier 2009 à Ann Arbor, Michigan.

## Biographie

### Les débuts
Ron et son frère Scott ont commencé leur carrière musicale au sein des Dirty Shames, avec Billy Cheatham et Dave Alexander. La légende, invérifiable, raconte que le modeste groupe de garage rock a failli faire à l'époque la première partie des Rolling Stones, de passage dans le Michigan. C'est en tout cas avec Dave, le bassiste du groupe, que Ron a le déclic : les deux adolescents sèchent l'école tout un trimestre, pour partir en Angleterre, à la rencontre de leurs idoles. Ron expliquera avoir connu sa "première expérience du chaos total" à la fin d'un concert des Who, lorsque Pete Townshend entreprend de démolir méthodiquement sa guitare. "Toute la salle s’était mise dans un état vraiment primitif. J’étais terrorisé, mais j’étais fasciné. Cette musique pouvait pousser les gens à des extrêmes hyper dangereux. C’est là que j’ai compris que c’est ce que je voulais faire, coûte que coûte".
Mais c'est au sein d'un second groupe, les Chosen Few (avec notamment James Williamson) que les choses s'accélèrent pour les deux frères. Les Few traînent avec les Prime Movers, un groupe local de petits bluesmen blancs, au sein duquel officie un certain "Iggy" Osterberg. Le jeune batteur, tout juste 18 ans, se lie d'amitié avec les frères Asheton, et invite Ron à jouer de la guitare au sein du groupe. La sauce ne prend pas avec les autres membres, le guitariste, assez limité, ne sachant pas jouer autre chose que du rock.
Pourtant, lorsqu'Iggy revient d'un voyage "initiatique" à Chicago, ce sont les frères Asheton qu'il contacte immédiatement. Son objectif : créer un groupe qui jouerait une nouvelle sorte de blues, unique et transcendental. Bientôt, le trio est rejoint par une vieille connaissance : Dave Alexander. 1967 : les "Psychedelic Stooges" sont nés.

### Les Stooges
Au sein des Stooges, Ron occupe le rôle peu enviable de l'homme de l'ombre. Moins extraverti qu'Iggy mais plus ambitieux que son frère et que Dave, il participe activement à la composition des musiques et des paroles du groupe. Guitariste à la technique limitée, il y développe sa propre façon de jouer de son instrument : son jeu lourd, lent, malsain, et ses solos simples et lancinants influenceront, contre toute attente, de nombreux guitaristes.
En concert, si Iggy Pop assure à lui seul le spectacle, Ron n'est pas pour autant en reste. Le guitariste est depuis toujours fasciné par le decorum nazi et s'affiche en quelques occasions en uniforme SS. À la fin du groupe, il apparaît même régulièrement sur scène armé d'un fouet, qu'il fait claquer indifféremment dans l'air ou sur la peau d'Iggy.
En 1971, fatigué par leurs excès en tout genre, la maison de disques Elektra finit par virer les Stooges, sans les laisser terminer le troisième album sur lequel ils travaillaient.
Le vrai drame survient en 1972, lorsque, sur les conseils de David Bowie et de son management, Iggy Pop décide de reformer le groupe. Car s'il pense immédiatement à James Williamson pour le poste de guitariste, il compte dans un premier temps se dispenser des services des frères Asheton. Ron n'est pas au courant, et ne l'apprend que des semaines plus tard, par l'intermédiaire d'un ami commun. Finalement, Iggy et Williamson, ne trouvant pas de section rythmique à leur goût, proposent aux frères Asheton de réintégrer le groupe. Mais à une condition : que Ron abandonne la guitare au profit de la basse. Ce n'est que la première humiliation d'une longue série à l'issue de laquelle James Williamson prend totalement la place de Ron Asheton au sein du groupe comme dans le cœur d'Iggy.
1974, les mêmes causes (excès de drogues, d'alcool, etc.) entraînant les mêmes effets, les Stooges explosent à nouveau.
Néanmoins, il faut aussi citer dans les causes du deuxième split des Stooges le management de Tony de Fries et le "sabotage" de l'album Raw Power.
Voir à ce propos l'article de Eric Dahan à http://www.liberation.fr/musique/0101628786-the-stooges-mythe-et-resurrection.
Dans une ITW récente des Stooges avec Scott Asheton (disponible sur Internet) Iggy pop rapporte aussi une anecdote assez croustillante qui démontre la profonde mésentente artistique entre lui et Tony de Fries à l'époque.
Tony de Fries : 
- "Iggy, je vais t'offrir une dernière chance de devenir une star, je vais te proposer le rôle de Peter Pan sur Broadway…"
Iggy Pop : 
- "??????? Mais Tony ! Je ne suis pas Peter Pan ! Je suis Charles Manson !"

### De The New Order à Asheton, Asheton, Mascis & Watt
Après les Stooges, Ron Asheton continuera dans un nouveau groupe, The New Order (qui n'a rien à voir avec leurs homonymes anglais). Par la suite, il fait partie de Destroy All Monsters avec la chanteuse Niagara et Mike Davies du MC5, puis de Dark Carnival, toujours avec Niagara. En 1981, avec Dennis Thompson, le batteur du MC5, il rejoint les très stoogiens australiens de Radio Birdman au sein d'un supergroupe, New Race, qui ne vivra que le temps d'une tournée et d'un disque live.
À la même époque, Ron Asheton fait l'acteur dans quelques films de série B, tel que Mosquito ou Frostbiter. Plus tard, il composera également un titre pour la BO de Velvet Goldmine.
Dans les années 1990, alors que la génération Nirvana redécouvre les Stooges, on le retrouve avec Thurston Moore (de Sonic Youth), ou Mark Arm (de Mudhoney). Enfin, avec son frère Scott, Jay Mascis (de Dinosaur Jr.) et le bass-heroe Mike Watt, il joue les standards des Stooges sous le nom de Asheton, Asheton, Mascis & Watt.

### La reformation des Stooges
En 2002, Iggy Pop prépare son quinzième album solo, Skull Ring. Sa maison de disques lui demande d'y interpréter la moitié des chansons en duo. Iggy accepte, et invite sur son disque les musiciens de Sum 41, Greenday et Peaches. Mais, surtout, il propose aux frères Asheton (qui ont emmené Mike Watt avec eux) d'interpréter quatre nouveaux morceaux des Stooges.
Depuis lors, les Stooges sont relancés, et Ron Asheton a récupéré sa place de guitariste et cocompositeur au côté d'Iggy, en concert comme sur le nouvel album, The Weirdness.

### Mort
Ron Asheton a été retrouvé mort le mardi 6 janvier 2009 à son domicile de Ann Arbor (Michigan), probablement des causes d'une crise cardiaque. Il venait de passer plusieurs semaines seul chez lui et n'a été retrouvé que plusieurs jours après son décès, survenu probablement autour du réveillon.

## Équipement
Guitares
- Reverend Ron Asheton Signature guitar (Custom Volcano 390)
- Reverend Jetstream guitar
- Gibson Les Paul
- Gibson Flying V
- Fender Stratocaster
- Gibson SG Jr.
- Guild X-79

Effets
- Vox Wah
- Reverend Drive Train
- Mosrite Fuzzrite
- Ibanez Tube Screamer
- Vox Tone Bender

Amplification
- Vox Super Beatles Amp
- Marshall 1959
- Marshall JCM 800
- Marshall JCM 900
- Sunn 2000S

## Discographie

### Avec The Stooges
- The Stooges (1969)
- Fun House (1970)
- Raw Power (1973)
- Skull Ring (2003) (album d'Iggy Pop avec quatre titres des Stooges)
- The Weirdness (2007)

### Avec The New Order
- The New Order (1977, enregistré entre 1975 et 1976)
- Declaration of War (1987, réédition de The New Order, plus 1 bonus track)
- Victim of Circumstance (1989, face A de The New Order, plus 4 bonus tracks)

### Avec Destroy All Monsters
- Destroy All Monsters
- Silver Wedding Anniversary
- Bored

### Avec Dark Carnival
- Greatest show in Detroit (1991)
- Tv eyes (1993)
- Last Great Ride (1997)

### Avec New Race
- The first and last (Trafalgar 1982)
- First to pay (Revenge 1990)
- The second wave (Revenge WMD 1991)